# 虎舌红
虎舌红（学名：Ardisia mamillata）为报春花科紫金牛属下的一个种。

## 外部連結
- 葉綠醇 Phytol 中草藥化學圖像數據庫 (香港浸會大學中醫藥學院) （中文）（英文）

## 扩展阅读
- 維基物種上的相關：虎舌红